# Bayasgalangiin Solongo
Bayasgalangiin Solongo (født 6. februar 1990) er en mongolsk basketballspiller, som deltog i de olympiske lege 2020 i Tokyo (afholdt i 2021) i 3×3-turneringen for kvinder.